# قاسم‌آباد (ورامین)
قاسم‌آباد یا هاشم‌آباد روستایی در دهستان بهنام عرب جنوبی بخش جوادآباد شهرستان ورامین استان تهران ایران است.

## جمعیت
بر پایه سرشماری عمومی نفوس و مسکن در سال ۱۳۹۵ این روستا بدون جمعیت بوده‌است.